# Oldsmobile Hurst/Olds

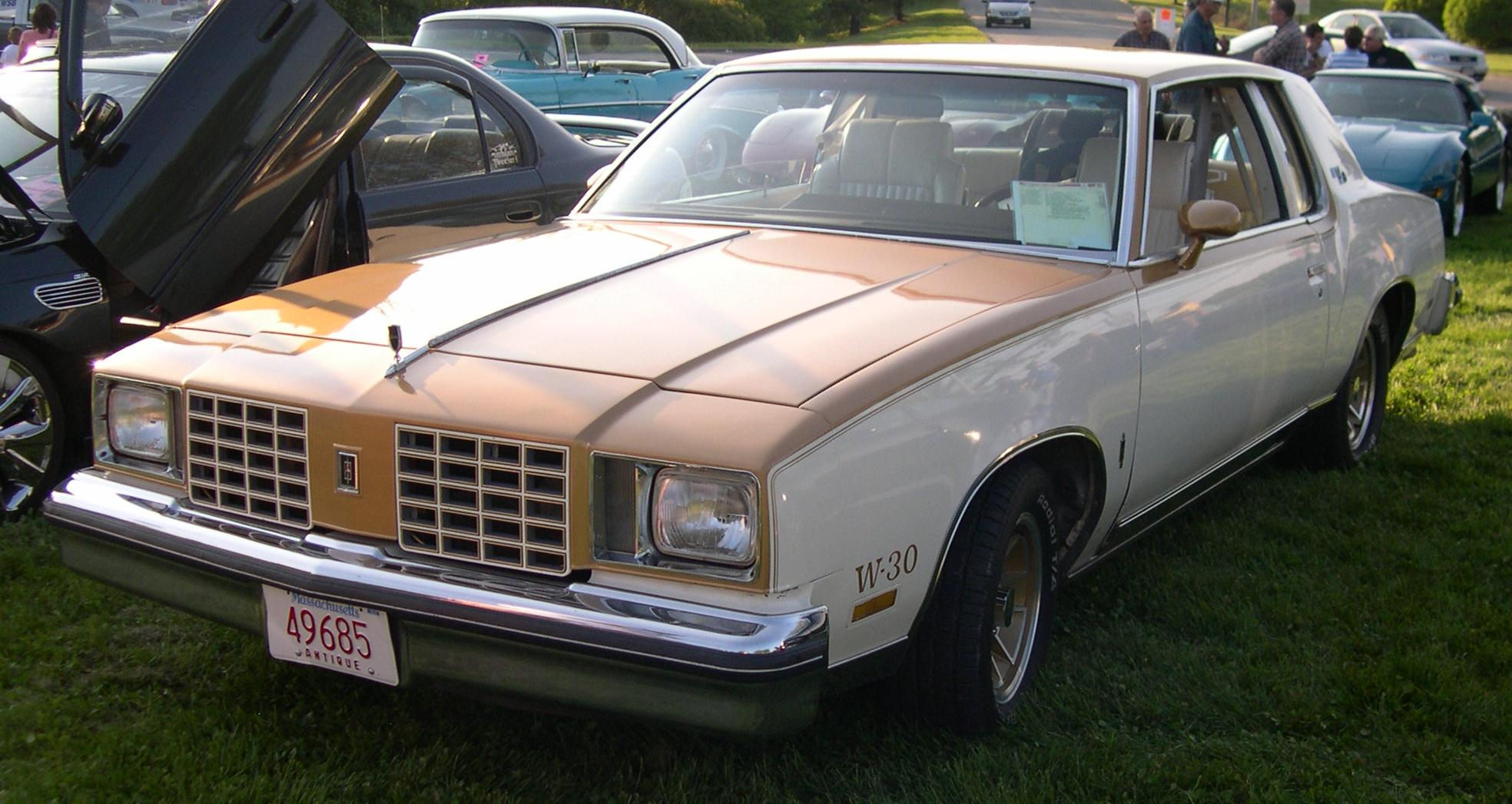
1979 Hurst Olds W-30

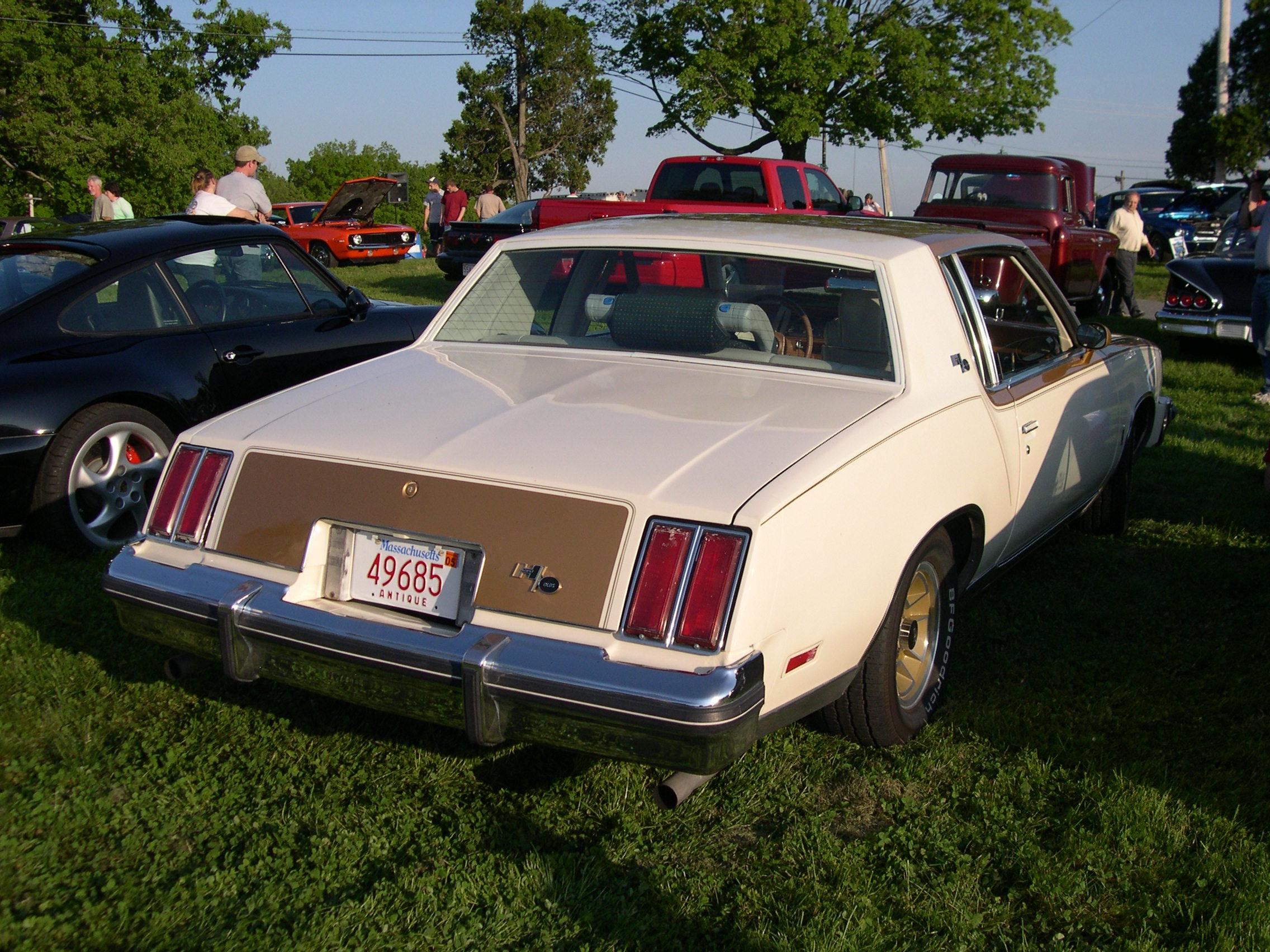

Hurst/Olds ist ein Automobil, das als Gemeinschaftsprojekt der beiden Unternehmen Hurst und Oldsmobile produziert wurde. Aufgrund der guten Zusammenarbeit in der 4-4-2-Reihe von Oldsmobile 1968 beschlossen die beiden Unternehmen, ein neues Automobil in Gemeinschaftsproduktion herauszubringen; es handelte sich dabei um eine spezielle Variante des Cutlass Supreme.
Das erste Hurst/Olds-Modell wurde in den Jahren 1972 bis 1974 produziert. Der Hurst/Olds Cutlass nutzte den Autorahmen des Oldsmobile Cutlass.
Ab 1979 wurde dann ein neues Modell, das den Oldsmobile V8-Motor nutzte, produziert, das einfach Hurst/Olds hieß. Von 1983 bis 1985 wurde dann noch eine dritte Variante herausgebracht.
1968 – Oldsmobile 442 H/O W-45 / Oldsmobile 442 H/O W-46
1968 tat sich Oldsmobile erstmals mit der Hurst Performance Research Corporation zusammen; gemeinsam entwickelte man den Hurst/Olds als anspruchsvolles Muscle Car; zuvor hatte sich Oldsmobile darauf beschränkt, seine sportlichen Wagen mit Schaltgestängen und -Hebeln von Hurst auszustatten. Bei der limitierten Serie von 515 Hurst/Olds (459 Holiday Hardtop-Coupés und 56 Sport Coupés mit B-Säule) handelte es sich um reguläre 442, die allerdings zahlreichen optischen und technischen Modifikationen unterworfen wurden. Alle Wagen trugen eine Lackierung in Peruvian Silver (einer Oldsmobile-Toronado-Farbe), üppige schwarze und schmale weiße Zierstreifen, H/O-Embleme innen und außen (nur in diesem Modelljahr) und Armaturenbretteinsätze aus echtem Walnussholz. Den Hurst/Olds gab es mit zwei verschiedenen Motorvarianten, jeweils 7,5 Liter groß, rot lackiert und mit einer verstärkten W30-Turbo-400-Automatik kombiniert. Wagen mit Klimaanlage erhielten den W-46-Motor und eine 3,08er-Hinterachse, Exemplare ohne Klimaanlage die W-45-Maschine und eine Antriebsuntersetzung von 3,91:1. Beide Motoren waren mit 390 PS angegeben, der W-45 besaß aber die Zylinderköpfe des W-30 und die für höhere Drehzahlen geeignete Nockenwelle aus dem W-31. Alle Autos wurden mit vorderen Einzelsitzen und Hurst Dual Gate-Schaltung samt kleiner Mittelkonsole ausgeliefert; ebenfalls serienmäßig waren zahlreiche 442-Extras wie Scheibenbremsen, verstärkte Kühlung und das FE2-Sportfahrwerk. Die roten Radhausauskleidungen und die Ram Air-Anlage stammten vom W-30. Zu den beliebteren Extras zählten eine Drehzahlmesser/Uhr-Kombination (im Werksjargon auf den schönen Namen tic-toc-tach hörend) und ein Lenkrad mit imitiertem Holzkranz.